# ألونسو فرنانديث دي أبيليانيدا
ألونسو فرنانديث دي أبيليانيدا (بالإسبانية: Alonso Fernández de Avellaneda) اسم مستعار لكاتب إسباني مغمور انتحل دور المؤلف للجزء الثاني من رواية دون كيخوطي دي لا مانتشا، والذي يحمل عنوان العبقري الفارس دون كيخوطي دي لا مانتشا، وقام بنشره في طراغونة عام 1614؛ مما دفع بدوره الأديب الإسباني ميجيل دي ثيربانتس، مؤلف العمل الأصلي، إلى إصدار الجزء الثاني من الرواية ليظهر بين أيدي القراء عام 1615. وفي مقدمة العمل أساء أبيليانيدا إلى ثيربانتس بشكل كبير، واصفًا إياه بالشخص الحسود في رد على الشكوى المنسوبة للوبي دي بيجا. ولم تصل معلومات عن ماهية فيرنانديث دي أبيليانيدا. فيما الإسباني ارتأى مارتين دي ريكير أحد أتباع ثيربانتس، أنه ربما يكون شخصية حقيقية في إشارة إلى العسكري خيرونيمو دي باسامونتي، زميل ثيربانتس ومؤلف كتاب سيرة ذاتية، الذي تضرر من نشر الجزء الأول من الرواية، حيث ظهر في الفصل الثاني والعشرين من الجزء الأول باسم خينيس دي باسامونتي. والرواية في الواقع لم تكن سيئة، حيث كانت مستوحاة مما كتبه ثيربانتس في الجزء الأول. إلا أنها في الواقع لم تكن لتقارن مع ما كتبه ثيربانتس نفسه في الجزء الثاني بعدها بعام.وبدوره عمل ثيربانتس على توظيف بطل روايته بشكل صحيح والذي عرف بأمر انتحال شخصيته من قبل أحد الأشخاص.